# Edson Martins da Rocha
Edson Martins da Rocha, ou apenas Edson Rocha, (Jerumenha, 7 de junho de 1918 – Teresina, 29 de setembro de 2000) foi um servidor público e político brasileiro, outrora deputado estadual pelo Piauí.

## Dados biográficos
Filho de Francisco Martins da Rocha e Raimunda Andrelina da Fonseca Rocha. Fiscal de contribuições previdenciárias do Instituto de Administração Financeira da Previdência e Assistência Social (IAPAS), elegeu-se deputado estadual via PSD em 1962, mas com a outorga do bipartidarismo pelo Regime Militar de 1964, renovou o mandato pela ARENA em 1966 e 1970. Realocado como primeiro suplente em 1974, exerceu o mandato graças à nomeação de parlamentares para o secretariado dos governadores Dirceu Arcoverde e Djalma Veloso, caindo para a sétima suplência no pleito seguinte.